# ویکتوریا هورن
ویکتوریا هورن (انگلیسی: Victoria Horne؛ ۱ نوامبر ۱۹۱۱ – ۱۰ اکتبر ۲۰۰۳) یک هنرپیشه اهل ایالات متحده آمریکا بود.
از فیلم‌ها یا برنامه‌های تلویزیونی که وی در آن نقش داشته است می‌توان به پنجه سرخ، هاروی اشاره کرد.